# Inbar Lavi

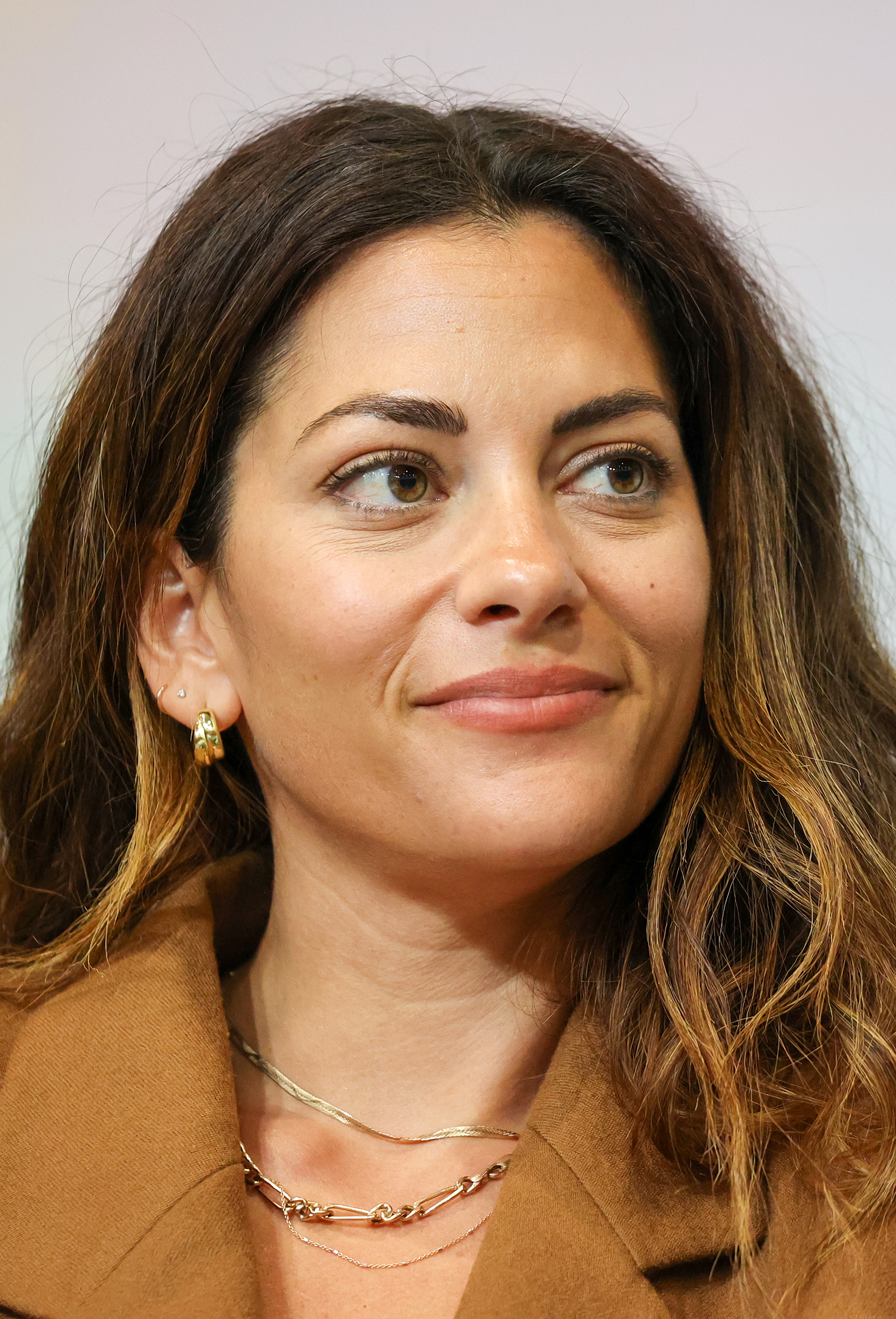
Inbar Lavi (2022)

Inbar Lavi (hebräisch ענבר לביא; * 27. Oktober 1986 in Ramat Gan, Israel) ist eine israelisch-US-amerikanische Schauspielerin.

## Leben und Karriere
Inbar Lavi wuchs in Ramat Gan auf und litt als Kind an Asthma. Sie studierte Ballett und Modern Dance an der Kiarat Sharet School of Arts in Holon. Im Alter von 16 Jahren nahm sie erstmals Schauspielunterricht an der Sofi Moskowitz School of Acting in Tel Aviv. Nach Abschluss der Schule zog sie 2004 nach New York. Dort spielte sie in einigen Off-Broadway-Stücken mit. Wenig später zog sie nach Los Angeles. Dort lernte sie am Lee Strasberg Theatre and Film Institute. Sie spielte wieder am Theater, bevor sie erste Fernsehrollen erhielt. Eine ihrer ersten Rollen war 2006 diejenige der Cordelia im Theaterstück König Lear.
2008 hatte Lavi in der Serie Privileged ihren ersten Fernsehauftritt. Nach verschiedenen Episodenrollen erhielt sie 2012 als Raviva – eine aufstrebende Sängerin – eine Hauptrolle in der kurzlebigen MTV-Serie Underemployed. Es folgte eine weitere Hauptrolle als Veronika Dotsen in der Fox-Serie Gang Related, die jedoch wieder nach einer Staffel abgesetzt wurde.
2013 hatte Lavi ihre erste Hauptrolle im amerikanischen Horrorfilm House of Dust inne. Ihre Darstellung als Emma wurde dabei von Kritikern sehr gelobt, während der Film selbst aber nichts Neues biete und zum „Vergessen“ sei.
Sie spielte danach unter anderem 2014 in Sons of Anarchy (2 Folgen), 2015 in The Last Ship (6 Folgen) und 2017 in Prison Break (8 Folgen). Von 2017 bis 2018 war sie als weibliche Hauptrolle in der Bravo-Serie Imposters als Trickbetrügerin Maddie Jonson zu sehen. Ab 2019 war sie als Eve in insgesamt 14 Episoden der Serie Lucifer zu sehen.
Im Dezember 2021 strahlte Hallmark Channel den Fernsehfilm Eight Gifts of Hanukkah aus. Als Sara Levin spielte Lavi die Hauptrolle, die von einem unbekannten Verehrer insgesamt acht Geschenke zu Chanukka bekommt.
Als Shani Russo in der israelischen Erfolgsserie Fauda spielte Lavi 2022 schließlich zum ersten Mal einen Charakter in einer Fernsehproduktion ihres Heimatlandes.

## Privates
Im August 2021 heiratete Lavi ihren Freund Dan Bar Shira in Israel. Sie leben in Los Angeles.

## Diskografie

### Singles (Auswahl)
- 2021: Puppet Master
- 2021: Polaroid (mit Benji Lewis)

## Filmografie (Auswahl)
- 2008: Synonymous (Kurzfilm)
- 2008: Privileged (Fernsehserie, Episode 1x02 All About Honesty)
- 2009: The Closer (Fernsehserie, Episode 5x11 Maternal Instincts)
- 2009: Entourage (Fernsehserie, Episode 6x09 Security Briefs)
- 2009: Ghost Whisperer – Stimmen aus dem Jenseits (Ghost Whisperer, Fernsehserie, Episode 5x02 Tödlicher Kettenbrief)
- 2009: Criminal Minds (Fernsehserie, Episode 5x07 Die Musik des Blutes)
- 2009: L.A. Crash (Crash, Fernsehserie, Episode 2x10 Master of Puppets)
- 2010: CSI: Miami (Fernsehserie, Episode 8x18 Eine Falle der Ehre)
- 2010: In Plain Sight – In der Schusslinie (In Plain Sight, Fernsehserie, Episode 3x13 Der Priester, der keiner sein wollte)
- 2010: The Sword and the Sorcerer 2 (Tales of an Ancient Empire)
- 2011: Street Kings 2: Motor City
- 2011: Getting That Girl
- 2011: Charlie’s Angels (Fernsehserie, Episode 1x07 Royal Angels)
- 2011: Underground – Tödliche Bestien (Underground)
- 2012: Immigrants (Fernsehfilm)
- 2012: The Money – Jeder bezahlt seinen Preis! (For the Love of Money)
- 2012: CSI: Vegas (Fernsehserie, Episode 13x09 Durch die Nacht mit Sara und Nick)
- 2012–2013: Underemployed (Miniserie, 12 Episoden)
- 2013: House of Dust
- 2014: Gang Related (Fernsehserie, 13 Episoden)
- 2014: Sons of Anarchy (Fernsehserie, 2 Episoden)
- 2015: Castle (Fernsehserie, 2 Episoden)
- 2015: The Last Ship (Fernsehserie, 6 Episoden)
- 2015: The Last Witch Hunter
- 2017: Prison Break (Fernsehserie, 8 Episoden)
- 2017–2018: Imposters (Fernsehserie, 20 Episoden)
- 2018: Sorry for Your Loss
- 2019, 2021: Lucifer (Fernsehserie, 14 Episoden)
- 2020: Stumptown (Fernsehserie, 3 Episoden)
- 2021: Eight Gifts of Hanukkah (Fernsehfilm)
- 2022: Fauda (Fernsehserie, 12 Episoden)
- 2024: The Muse
- 2024: Bau – Artist at War
- 2025: Black Diamond